# الزاهر (سيئون)

'

تعديل مصدري - تعديل

الزاهر هي إحدى قرى عزلة سيئون بمديرية سيئون التابعة لمحافظة حضرموت، بلغ تعداد سكانها 43 نسمة حسب تعداد اليمن لعام 2004.